# Naturreservat Surö
Das Naturreservat Surö (schwedische Bezeichnung Surö bokskog) liegt einige Kilometer südlich des Ortes Sjötorp in der schwedischen Gemeinde Mariestad und Teil des europäischen Netzwerkes Natura 2000. Es umfasst eine Fläche von 19,4 Hektar.
Surö gilt als Europas nördlichster Buchenwald. Es handelt sich aber nicht um einen natürlich gewachsenen Wald, sondern Untersuchungen haben gezeigt, dass der Buchenwald um 1700 gepflanzt wurde. Neben Buchen befinden sich aber auch weitere Laubbäume wie Eichen, Espen, Birken, Ulmen und Linden auf Surö.